# Église Saint-Jean de Kaneo
Pour les articles homonymes, voir Église Saint-Jean.
L’église Saint-Jean de Kaneo est un des édifices les plus célèbres et les plus emblématiques de la Macédoine du Nord, grâce à sa beauté architecturale et à sa situation pittoresque. Elle a été construite vers le XIIIe siècle sur un promontoire rocheux qui domine le lac d'Ohrid et n'est accessible qu'à pied.
Consacrée à Saint-Jean l'Apôtre, elle adopte un plan en croix latine et une architecture byzantine mêlée à des influences arméniennes. L'intérieur est orné de céramiques, de sculptures et de fresques. Délaissée pendant l'époque ottomane, elle fut restaurée au XIXe siècle.

## Histoire
La date de construction de l'église demeure inconnue et seul un document médiéval permet d'affirmer qu'elle a été élevée avant 1447. Tout au long du XVe siècle, son activité est importante, mais elle décline après l'arrivée des Turcs et le bâtiment se dégrade progressivement. À la fin du XIXe siècle, cependant, une restauration est entreprise et des fresques sont ajoutées, notamment des portraits de saints, au début du XXe siècle.

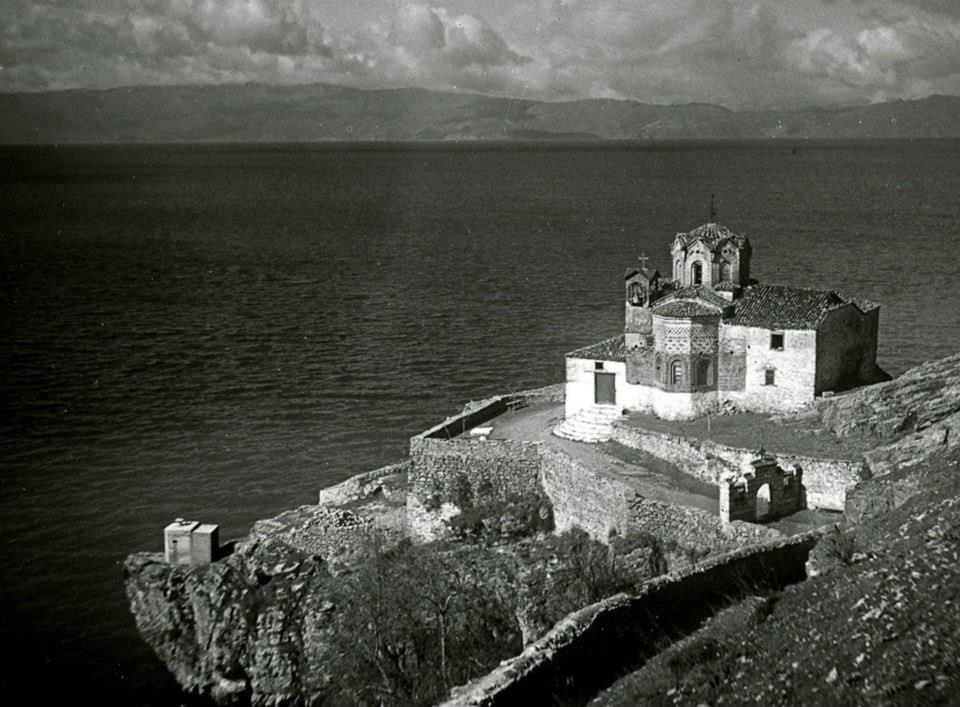
L'église en 1920, avant sa restauration et la destruction des bâtiments annexes.

## Architecture
L'église possède un plan en croix latine. Le côté oriental est distingué des autres par une abside à trois faces, une petite coupole domine l'ensemble. Les faces extérieures sont ornementées par des jeux de couleurs et de formes géométriques créées par le positionnement varié des briques. La hauteur de la coupole et la silhouette de l'édifice sont clairement inspirées de l'architecture arménienne.

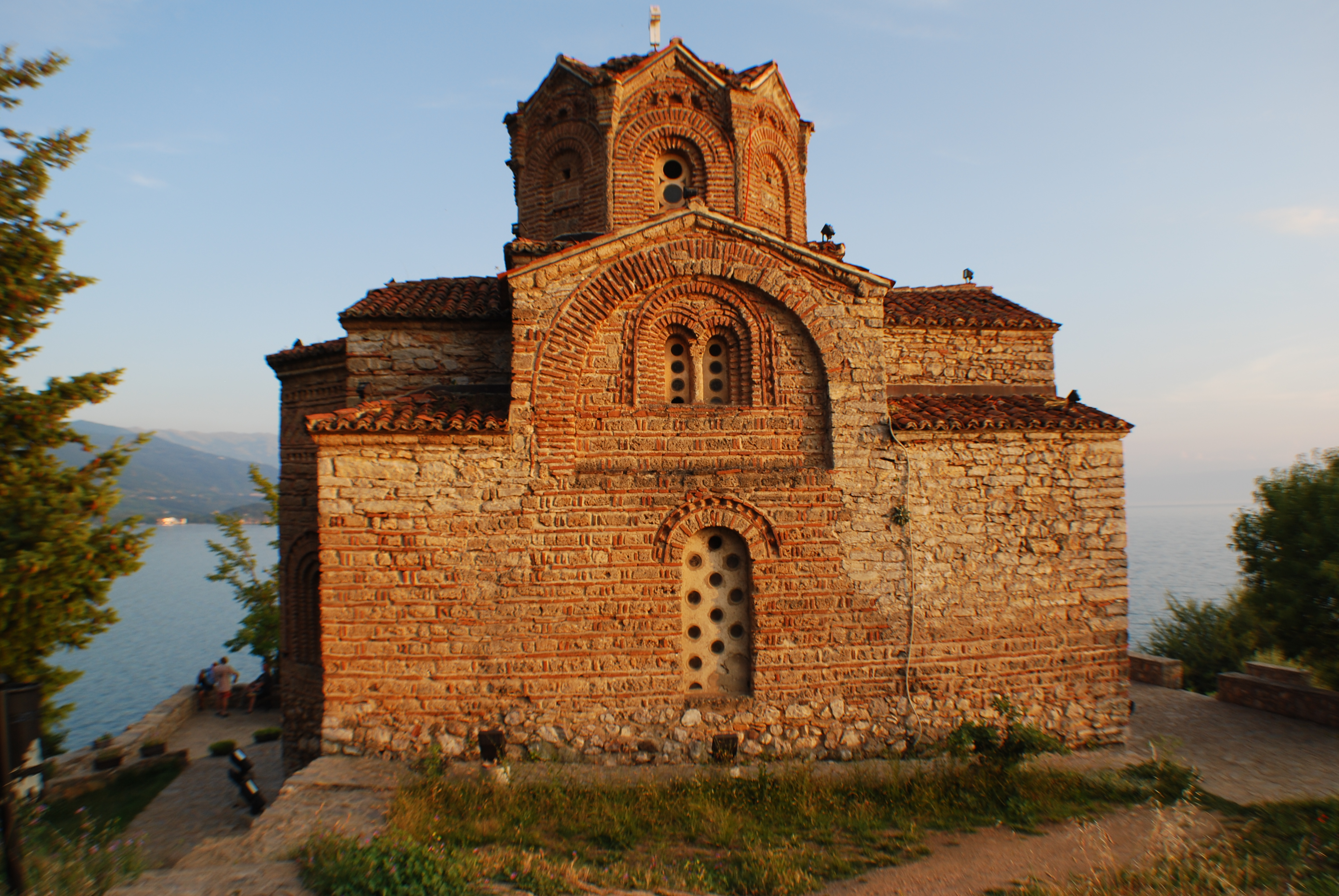
La façade nord de l'église.
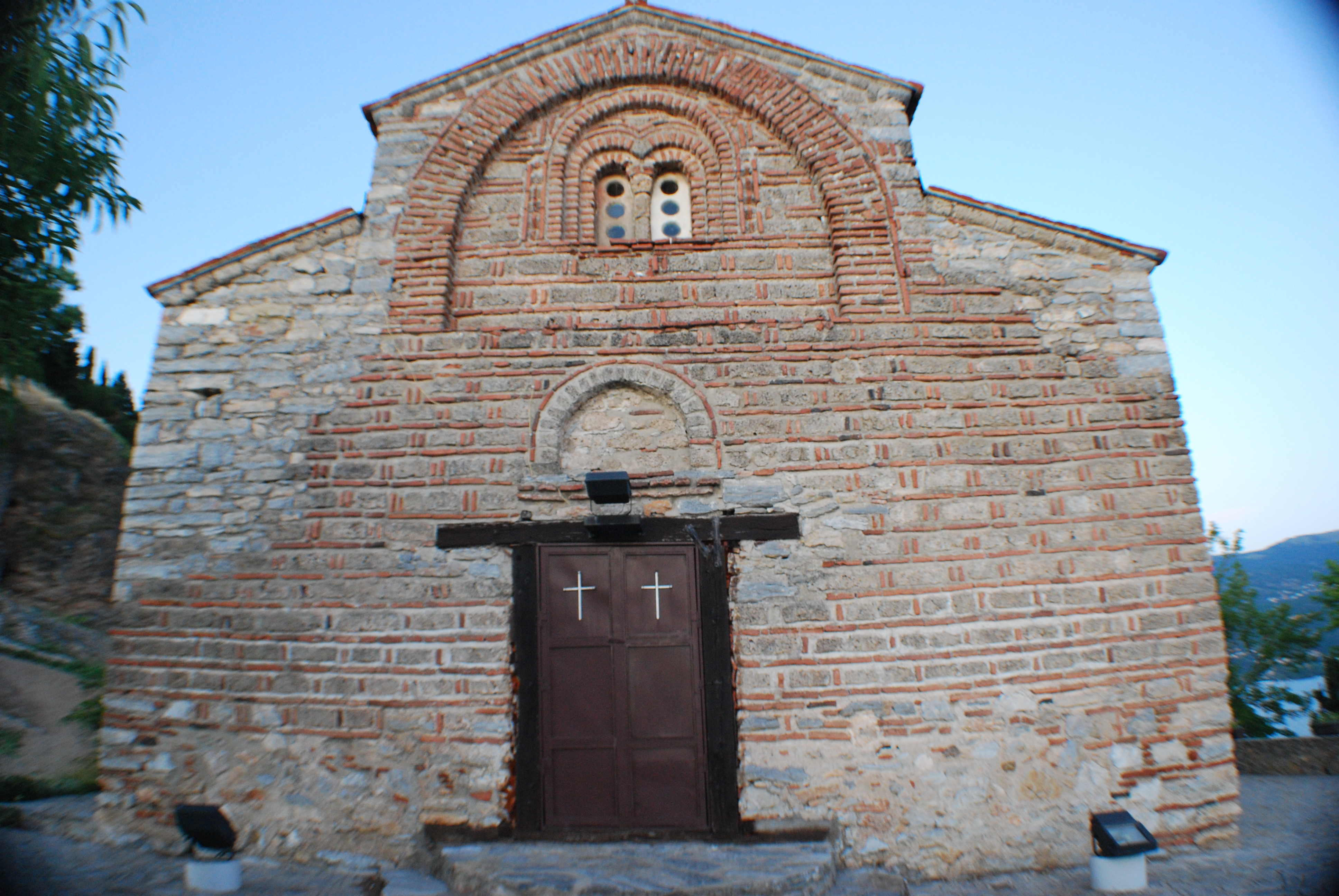
La façade ouest.
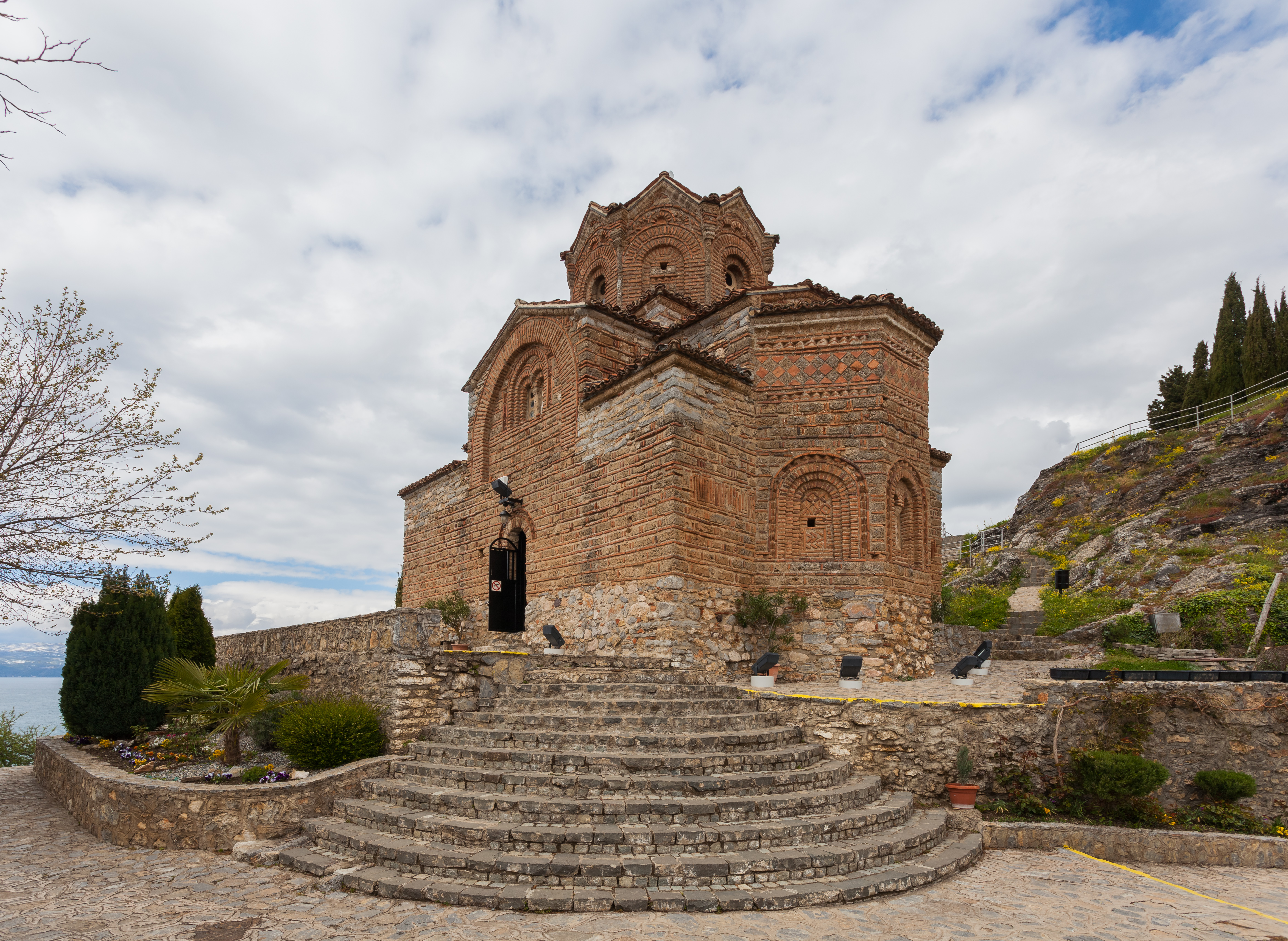
L'abside.
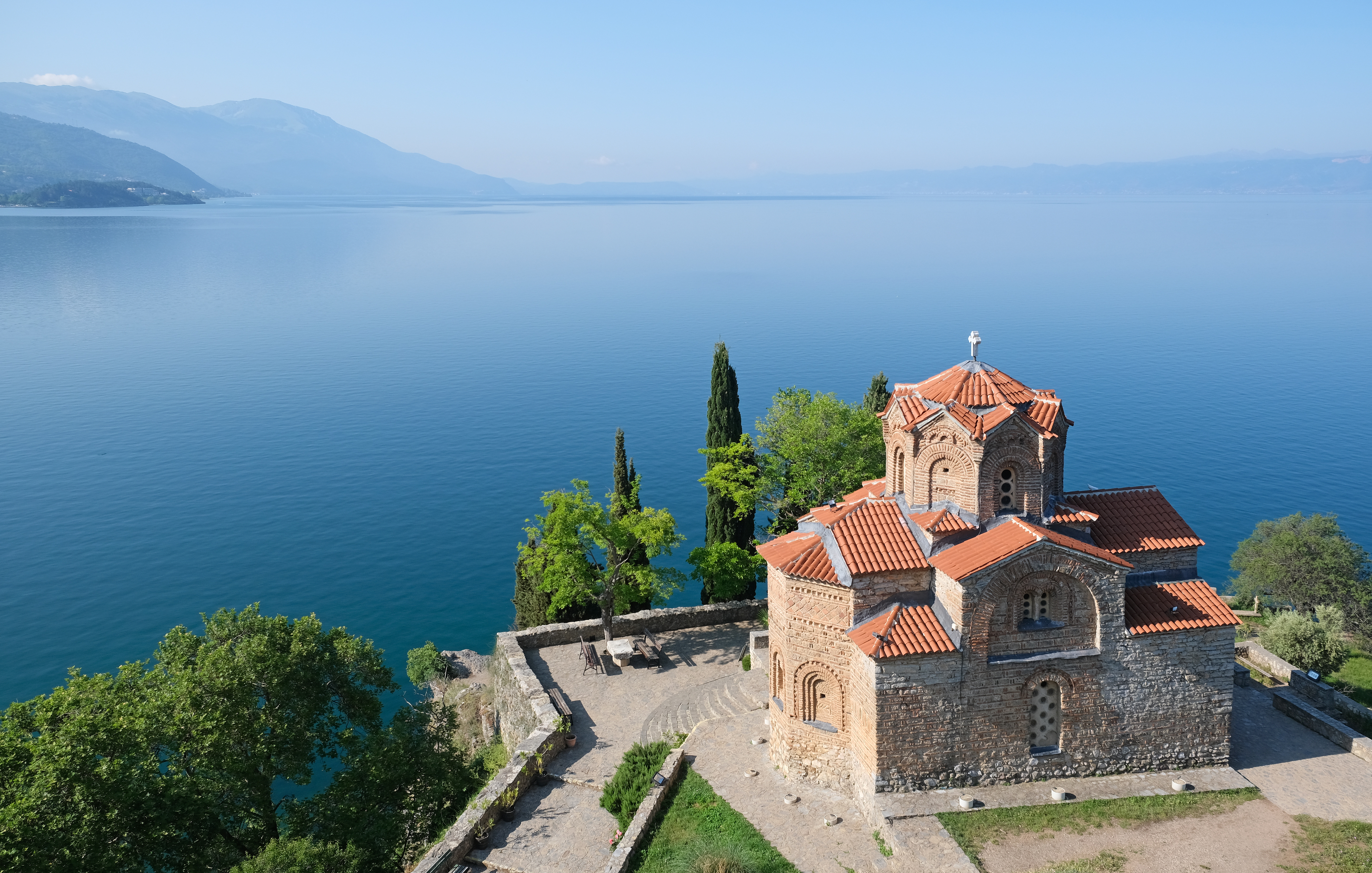
Vue du lac.
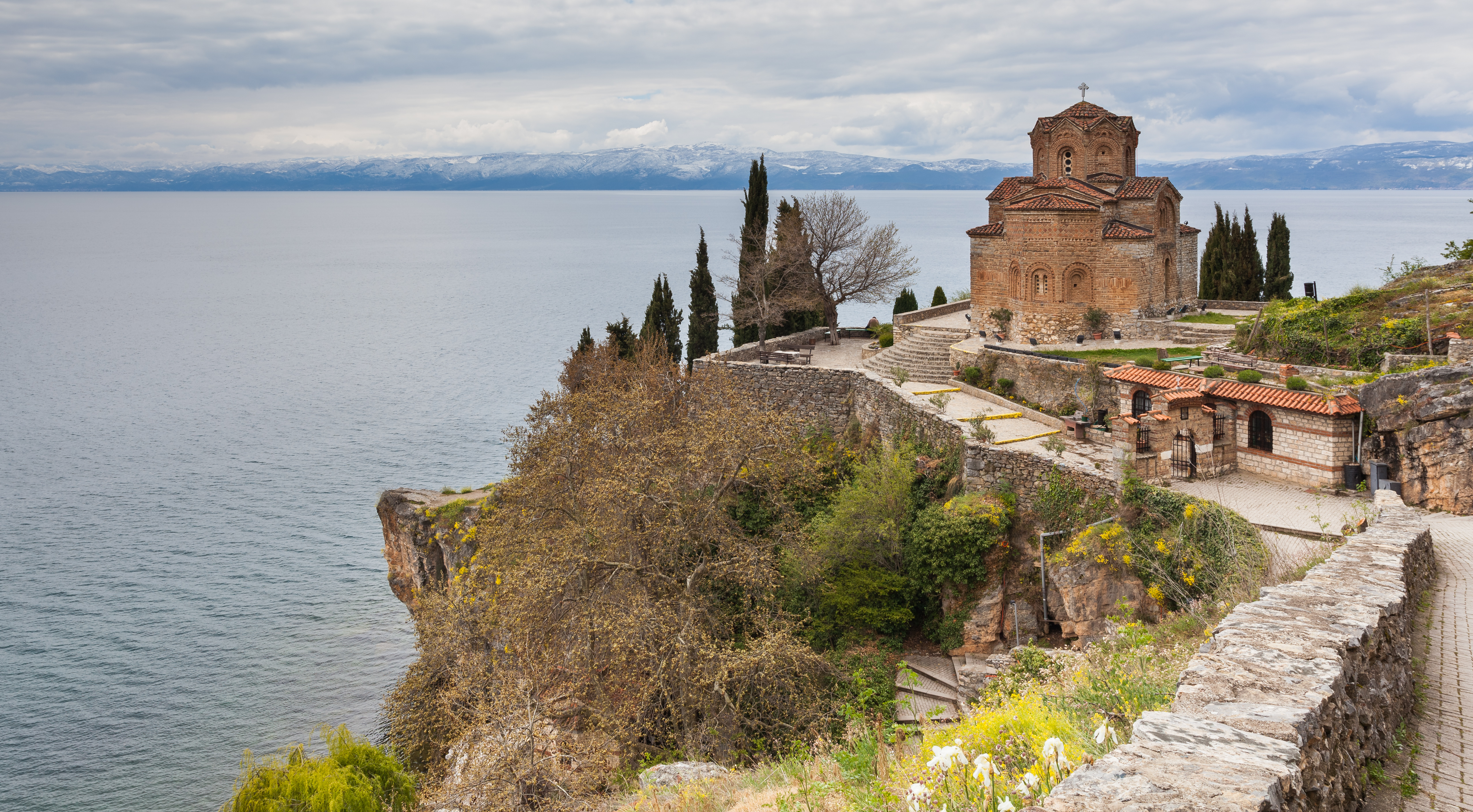
Vue du l'est

## Intérieur

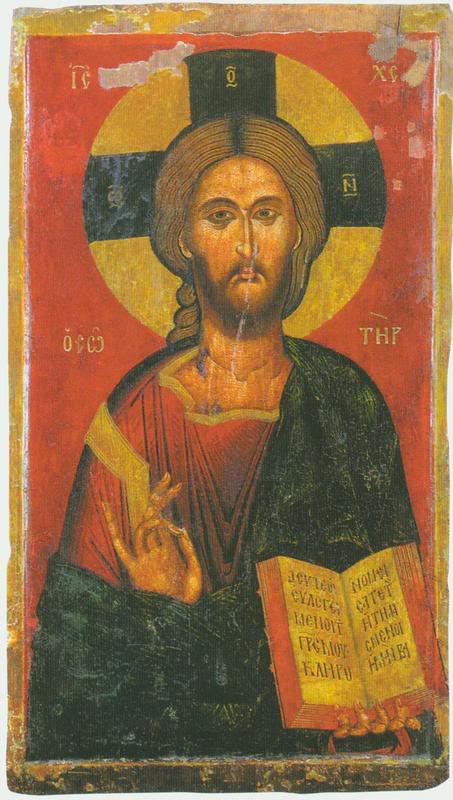
Une icône provenant de l'église et conservée au musée d'Ohrid.

L'abside est ornée par les fresques réalisées lors de la restauration du monument, au début du XXe siècle. Elles représentent des saints et la Vierge Marie. L'iconostase, qui sépare cette partie du reste de l'édifice, date de la même époque. Les fresques médiévales sont typiques de la période des Comnènes.
La coupole est ornée d'un Christ Pantocrator entouré de huit anges. Les Prophètes encadrent les fenêtres. Les niveaux supérieurs de la nef représentent la Communion des Apôtres, qui est ici très originale, car les anges portent des robes royales et un décor est présent au dernier plan. Une frise est ornée de portraits d'archêques et de deux saints de la région, saint Clément d'Ohrid et saint Érasme. Saint Jean, patron du lieu, est représenté en grandeur nature.

## Au cinéma
L'église et ses riches intérieurs sont largement représentés dans le film Before the Rain de Milcho Manchevski qui a reçu le Lion d'or à la Mostra de Venise en 1994.